# ريتشارد فورستر
ريتشارد فورستر (بالإنجليزية: Richard Foerster)‏ هو شاعر أمريكي، ولد في 29 أكتوبر 1949 في ذا برونكس في الولايات المتحدة.